# San Bernardo Peña Blanca
San Bernardo Peña Blanca är en ort i Mexiko.   Den ligger i kommunen Abasolo och delstaten Guanajuato, i den centrala delen av landet, 270 km väster om huvudstaden Mexico City. San Bernardo Peña Blanca ligger 1 727 meter över havet och antalet invånare är 1 232.
Terrängen runt San Bernardo Peña Blanca är kuperad åt sydost, men åt nordväst är den platt. Terrängen runt San Bernardo Peña Blanca sluttar norrut. Runt San Bernardo Peña Blanca är det ganska tätbefolkat, med 120 invånare per kvadratkilometer. Närmaste större samhälle är Abasolo, 5,2 km väster om San Bernardo Peña Blanca. Trakten runt San Bernardo Peña Blanca består till största delen av jordbruksmark.